# Ashakhet II
Ashakhet II là một vị Tư tế tối cao của Ptah dưới thời Vương triều thứ 21. Ông đã phụng sự dưới triều đại của Siamun và Psusennes II.
Ashakhet II được biết đến thông qua một bản gia phả mà được gọi là Berlin 23673, trên đó tước hiệu của ông được ghi lại là Người đứng đầu các sự Huyền Bí của Chiếc Ghế Vĩ Đại và một nhà tiên tri (hry-sSt3 (n) st-wrt, hm nTr). Ông cũng được đề cập tới trong một bản gia phả hiện đang nằm ở bảo tàng Louvre, tại đó ông được nói là một Tư tế tối cao của Ptah.
Ashakhet là một người con trai của Neterkheperre Meryptah tên là Pipi II với một người phụ nữ không rõ danh tính. Ông sau đó được kế tục bởi người con trai của mình là Ankhefensekhmet.